# 京阪1800系電車 (2代)
京阪1800系電車（けいはん1800けいでんしゃ）は、京阪電気鉄道（京阪）がかつて保有していた通勤形電車。1983年12月に実施された京阪線の架線電圧昇圧工事に備え、在来車2系列の車体と電装品を組み合わせて製造された。

## 概要
1983年に京阪線系の架線電圧を直流600Vから直流1,500Vへ昇圧するに当たり、昇圧対応車両の絶対数が不足したことから、600系 (2代)の車体と1800系 (初代)の電装品を組み合わせて応急的に製作された。
製造は1982年から1983年にかけて実施され、書類上の車籍は種車のうち600系のものが引き継がれている。
以下の3形式14両が改造された。一覧の記載は新番号・旧番号（車籍・車体流用元）・旧番号（機器流用元）・竣工日の順に記す。
1800型
制御電動車（Mc）。1801 - 1806の6両。
- 1801 ← 635 +（1809）1983年2月2日
- 1802 ← 634 +（1881）1983年2月2日
- 1803 ← 631 +（1803）1982年3月31日
- 1804 ← 632 +（1804）1982年3月31日
- 1805 ← 633 +（1805）1983年3月29日
- 1806 ← 636 +（1808）1983年4月28日

1850型
付随車（T）。1851 - 1853の3両。
- 1851 ← 659 +（1851）1982年4月18日
- 1852 ← 660 +（1852）1983年3月29日
- 1853 ← 658 +（1853）1982年3月31日

1880型
中間電動車（M）。1881 -1885の5両。
- 1881 ← 656 +（1802）1983年2月2日
- 1882 ← 661 +（1801）1983年2月2日
- 1883 ← 657 +（1882）1982年3月31日
- 1884 ← 684 +（1806）1983年3月29日
- 1885 ← 685 +（1807）1982年4月28日

## 車体
前述の通り旧600系から流用された、両開3扉18m級の全金属製準張殻構造軽量車体を備える。
窓配置は旧630型の車体を流用した1800型がd 1 D 2 2 D 2 2 D 1、旧650・680型の車体を流用した1850・1880型が2 D 2 2 D 2 2 D 2（d：乗務員扉、D：客用扉、数字：窓数）である。
1800型には旧600型 (2代)ではなく旧630型の車体が使用されているが、これは旧630型が旧600系よりも設計の古い1650型に由来し、車体の軽量化が徹底されていなかったため、強度の点ではかえって有利であったことによる。
もっとも、その反面1800型は側窓下部に補強用のウィンドウ・シルと呼ばれる補強帯が露出した、幾分古風な外観となっており、平滑な側面形状の中間車と比較すると旧弊な印象を与えていた。
ただし、630型の特徴であった戸袋窓は全て埋められ、前照灯はシールドビーム2灯式に変更、妻面の貫通扉には行先表示器・種別表示器が設置され、車掌台側の妻窓は2段上昇式のサッシ窓からHゴム支持による固定窓へ変更された。また、尾灯・標識灯も3000系以降の新造車両と同じタイプのものとなっている。
全車とも座席はロングシートで、車体強度の事情から冷房装置は設置されず、2600系2621・2622Fで採用されたものと同じグリルファンが天井に設置されている。
塗装は製造当時の京阪線通勤車標準色であった、濃淡2色の緑によるツートンカラーである。

## 主要機器
極力種車となった2系列からの発生品をそのまま流用する方針とされたが、昇圧対応のため一部機器については大きな改造が実施され、また性能確保のために新製部品に交換された機器も存在する。

### 主電動機
1801・1803・1805・1806・1882・1884・1885の7両については東洋電機製造TDK-808系電動機が、1802・1804・1881・1883の4両については三菱電機MB-3005系電動機が各車4基ずつ搭載された。
ただし、いずれの電動機も昇圧に伴い絶縁強化などの改修が実施され、型番もそれぞれTDK-808/6-FとMB-3005-Dとなっている。この改造により、全て1時間定格出力が75kWから90kWに引き上げられている。
駆動装置は東洋電機製造製機器搭載車が中空軸カルダン駆動、三菱電機製機器搭載車がWNドライブを採用しており、また電動機の定格回転数が異なることから、歯数比も前者は78:13=6.00、後者は80:17=4.39と違えてある。

### 主制御器
基本的には1800系 (初代)からの機器流用で賄ったため、1軸電動カム軸式の東洋電機製造ES-555Aと、2軸電動カム軸式の東洋電機製造ES-569Aが転用され、単車昇圧改造が実施されてそれぞれACF-H490-555B改とACF-H490-569改となった。ただし、1803のみは例外的に旧1810系由来のES-555Cを改造したACF-H490-555C改が搭載されている。
いずれも単独で直流1,500Vに対応するようにカムスイッチを組み替え、また発電ブレーキ段を省略するなど、大規模な改修が実施されている。

### 台車
台車は以下の各形式が流用された。いずれも枕ばねにコイルばねを使用する金属ばね台車である。
汽車製造
- KS-9
1803に装着。旧1803で試用された試作のシンドラー式円筒案内台車で、角形のコイルばねを軸ばねとして使用するという特徴がある。
- KS-10
1801・1805・1806・1882・1884・1885に装着。1700系用KS-3・5の系譜に連なる上天秤式ウィングばね台車。

住友金属工業
- FS-310
1802・1804に装着。アルストーム・リンク式。元来は1810系用として製造され、同系列の空気ばね化に伴う台車振り替えで1650型に転用され、さらに1650型の旧600系編入およびこれに伴う630型への改造の際に650型へ振り替えられたものである。京阪では希少な三菱電機製主電動機の装架が可能な台車[注 6]であったことから、本系列の製造時には派生モデルであるFS-310Bを含めて同時点で現存していた本形式が総動員された。
- FS-310B
1881・1883・1851 - 1853に装着。アルストーム・リンク式。製造と転用の経緯は上記FS-310と同様。

これらの内、電動車用のものについては、装着する主電動機および駆動装置との対応から形式が選定されている。

### ブレーキ
種車2系列ではA動作弁を使用するARあるいはAR-D自動空気ブレーキがそれぞれ搭載されていたが、本系列ではより応答性が高いHSC電磁直通ブレーキに変更されている。

## 運用
編成は以下の3編成を基本とした。
| 1801 | 1882 | 1881 | 1802 |
| Mc   | M    | M    | Mc   |

| 1803 | 1853 | 1883 | 1804 |
| Mc   | T    | M    | Mc   |

| 1805 | 1884 | 1852 | 1851 | 1885 | 1806 |
| Mc   | M    | T    | T    | M    | Mc   |

※FはFormation（編成）を示す略記号。
編成の短さなどから普通や支線区での運用を中心に充当されたが、共通運用を組んでいた1900系で定期検査や車両故障・事故などにより車両不足が生じると、必要に応じて7両編成2本にも組み替え可能な構成となっており、実際に7両編成に組み替え、非冷房ながら夏場に急行や準急運用に充当された事例が存在する。

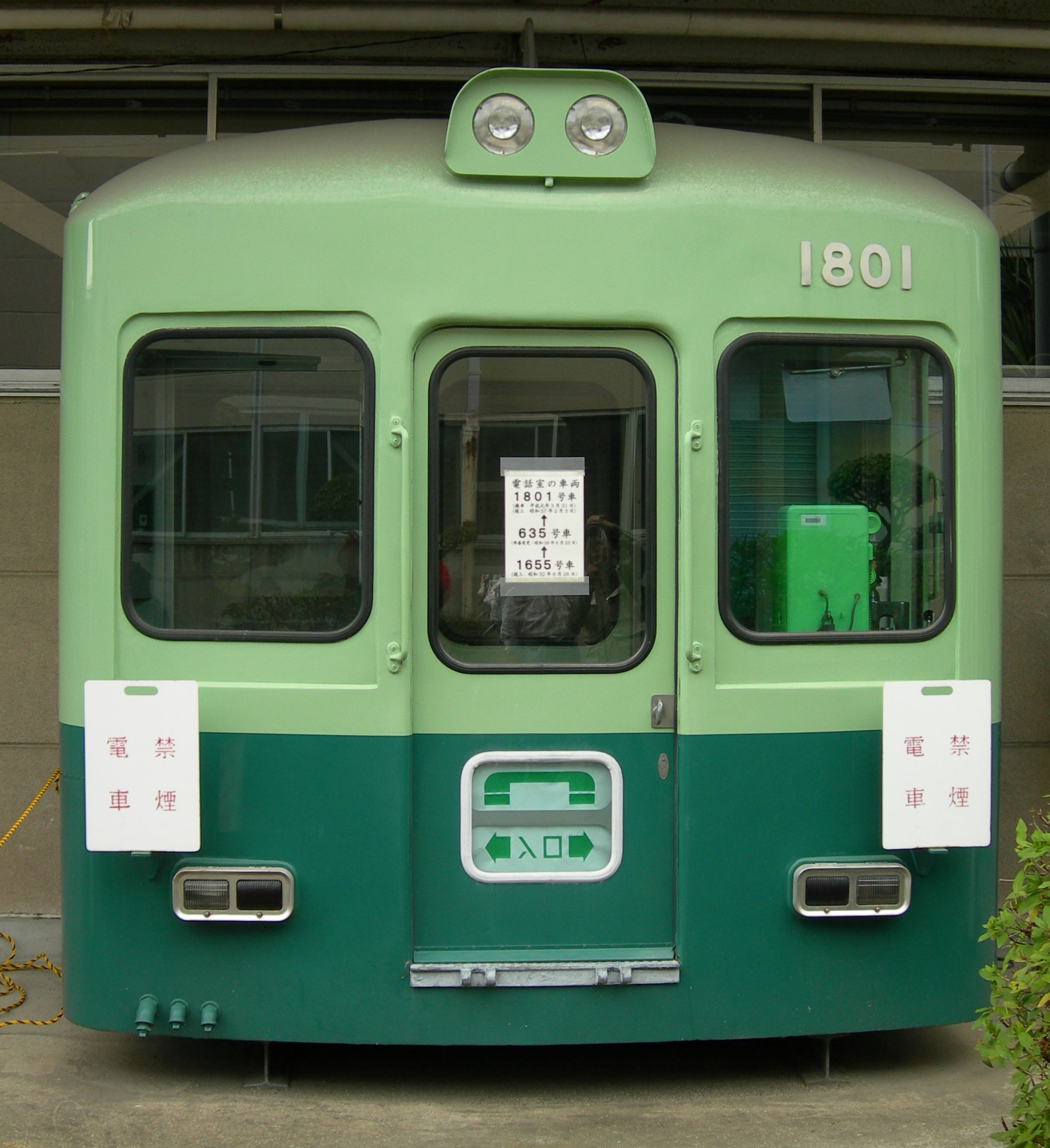
前頭部カットボディ

もっとも、本系列は非冷房車であるため、夏期は極力運用数を削減し予備車に回すなどの措置が取られていた。
いずれにせよ、金属ばね台車を装備し非冷房の本系列は、一時的な車両不足に対応するためのつなぎという位置づけであり、1988年3月と1989年2月の2回に分けて同数の6000系に代替され、廃車となった。本系列の淘汰によって、京阪電気鉄道の本線系統は冷房化率と台車の空気ばね化率の双方で100パーセントを達成した。
廃車後、1801の前頭部がカットボディとして寝屋川車両工場に保存されており、ファミリーレールフェアが開催される際には一般公開されている。また、本系列で使用されていたFS-310台車のうち電動車用の2両分が叡山電鉄へ売却され、デオ730形で使用されている。